# Parafia Narodzenia Najświętszej Maryi Panny w Turowie
Parafia Narodzenia Najświętszej Maryi Panny w Turowie – rzymskokatolicka parafia znajdująca się w dekanacie Wrocław wschód w archidiecezji wrocławskiej. Erygowana w 1971 roku.
Obsługiwana przez księży archidiecezjalnych. Jej proboszczem jest ks. mgr lic. Henryk Rój RM, wicedziekan.

## Parafialne księgi metrykalne
| Księgi metrykalne | Okres ewidencji |
| ----------------- | --------------- |
| chrztów           | od 1778         |
| ślubów            | od 1776         |
| zgonów            | od 1833         |

## Zasięg parafii[3]
- Bogusławice (3 km)
- Bratowice (8 km)
- Mędłów (2 km)
- Mnichowice (3,5 km)
- Okrzeszyce (5 km)
- Ozorzyce (1,5 km)
- Wojkowice (2 km)
- Zagródki (7 km)